# Władysław Hołowiński

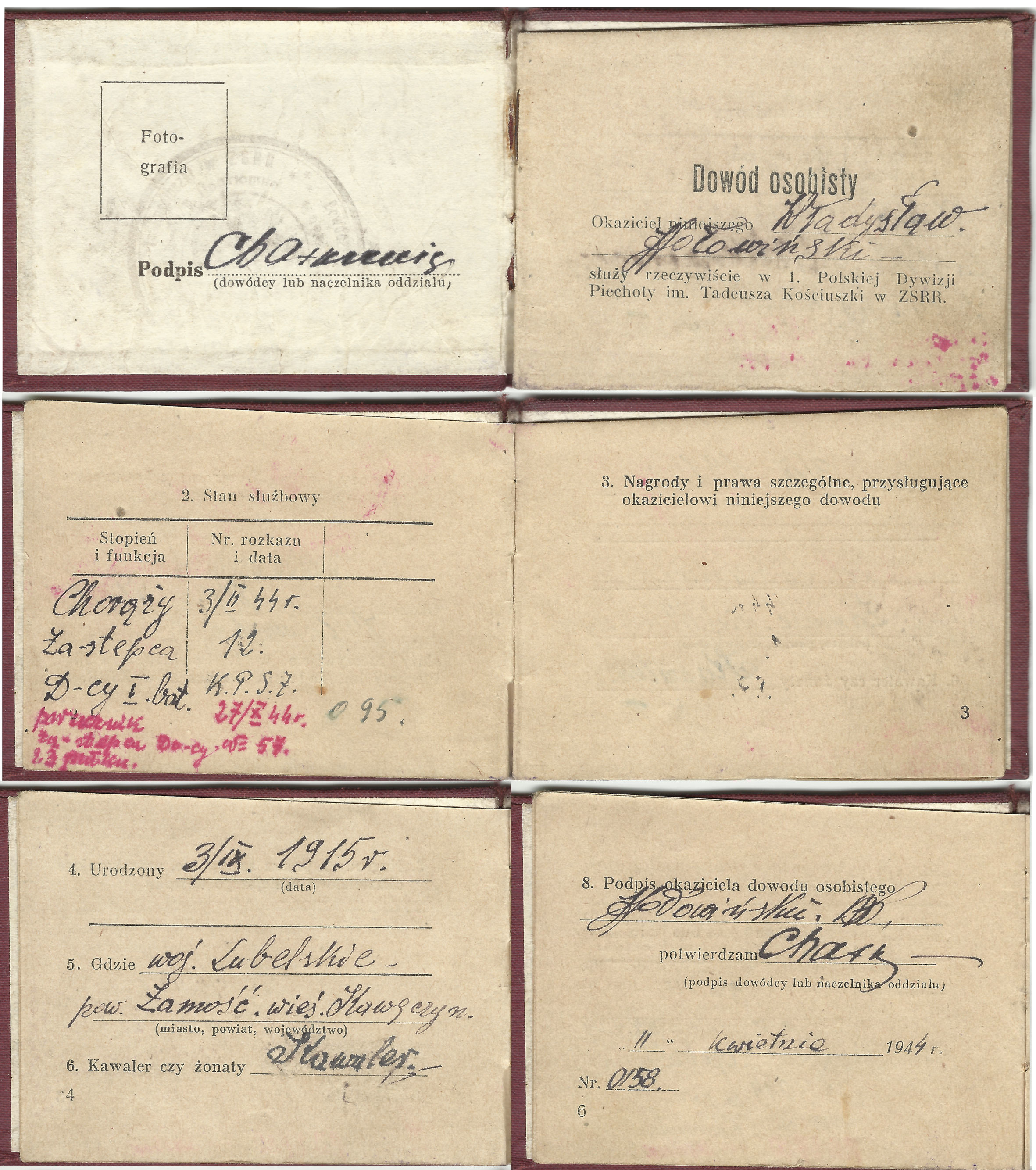
Wybrane strony dowodu osobistego por. Władysława Hołowińskiego, 1944

Władysław Hołowiński (ur. 3 września 1915 w Kawęczynie, zm. 14 lipca 1999 w Bielsku-Białej) – żołnierz Wojska Polskiego i oficer polityczny ludowego Wojska Polskiego.

## Życiorys
Urodził się 3 września 1915 w Kawęczynie jako syn Marcina (ur. 1872) i Agaty (1875–1945). W 1938 roku odbył służbę wojskową a następnie służył w 3 pułku artylerii lekkiej Legionów stacjonującym w Zamościu.
Po kampanii wrześniowej udało mu się przejść przez zieloną granicę na tereny zajęte przez ZSRR, do miejsca zamieszkania jego rodziców. Marcin i Agata wraz z siostrą Marianną wyprowadzili się z Kawęczyna do gminy Olejów w powiecie Zborowski (obecnie Ukraina) z końcem maja 1938 r., co zostało odnotowane w aktach. Niedługo po powrocie Władysława rodzina została zesłana na Ural, w ramach pierwszej deportacji Polaków do ZSRR, gdzie Marcin pracował w kopalni rudy uranu a Agata w kuchni w przedszkolu. W ZSRR zmarł Marcin a Agata po wojnie w bardzo ciężkim stanie zdrowia wróciła do Torunia, gdzie wkrótce zmarła w grudniu 1945 i została pochowana na cmentarzu garnizonowym.
Podczas II wojny światowej Władysławowi lokalne władze blokowały możliwość dostania się do armii Andersa. Wstąpił do formującej się później 1 Dywizji Piechoty im. Tadeusza Kościuszki. Walczył pod Lenino. Następnie jako zastępca dowódcy ds. wychowawczych brał udział w formowaniu i szkoleniu żołnierzy 23 pułku artylerii lekkiej wchodzącego w skład 6 Dywizji Piechoty. 6 DP miała pierwotnie wejść w skład 3 Armii Polskiej w ZSRR, finalnie jednak weszła w skład 1 Armii Polskiej w ZSRR.
Władysław do końca wojny walczył w 23 pułku artylerii lekkiej. Brał udział w Operacji Warszawskiej, walkach o Wał Pomorski, w szturmie Kołobrzegu, forsowaniu Odry pod Siekierkami, Operacji Berlińskiej, aż do spotkania z aliantami koło Sandau nad Łabą..
Po wojnie szkolił artylerzystów m.in. w Toruniu, Grudziądzu, Inowrocławiu. W 1948 roku wrócił do 23 Kołobrzeskiego pułku artylerii lekkiej stacjonującego w Bielsku-Białej, gdzie już pozostał do czasu odejścia w stan spoczynku w stopniu podpułkownika.
Po zakończeniu służby wojskowej aktywnie udzielał się społecznie, m.in. w Prezydium Zarządu Wojewódzkiego ZBoWiD w Bielsku-Białej.
Zmarł 17 lipca 1999 w Bielsku-Białej. Pogrzeb odbył się w asyście żołnierzy Wojska Polskiego.
Miał rodzeństwo – wszyscy urodzeni w Kawęczynie – Jan (ur. 1899), Antoni (1902–1912), Ewa (ur. 1903), Józef (ur. 1906), Aniela (ur. 1909), Marianna (ur. 1911, deportowana razem z rodziną na Ural, później wróciła i mieszkała w Grudziądzu)..
Jego żoną była Teodozja z domu Wiśniewska (urodzona w Gnieźnie 1927, zmarła w Bielsku-Białej w 2008), z którą miał synów Bolesława, Edwarda, Leszka oraz córkę Marię.

## Walki o Świerczynę
W rozdziale „W boju o główną pozycję Wału Pomorskiego” książki „Dywizjony w Marszu Bojowym (Z dziejów 23 Kołobrzeskiego Pułku Artylerii Lekkiej)” autorzy opisują „przytomną i odważną” postawę por. Hołowińskiego z dnia 19 lutego 1945 r. z walk pod Świerczyną. Tego dnia 6 Dywizja Piechoty miała wspólnie z 1 Brygadą Kawalerii miały podjąć kolejną próbę natarcia na odcinku Wieloboki – Otrzep w kierunku na Świerczynę, Machaliny, Czaplinek i do końca dnia wyjść na linię Dębniewice i południowo-zachodni brzeg Jeziora Studnickiego.
„[..] zaczęły się zasadnicze walki o opanowanie przedniego skraju obrony niemieckiej. Po blisko godzinnym boju piechurzy 16 pp opanowali południowy brzeg strumienia i południowy skrawek Świerczyny. [..] Kontratak Niemcy rozpoczęli w godzinach 15:30-17:00 z rejonu Świerczyny w sile około dwóch baonów piechoty przy wsparciu 7 dział pancernych i zmusili kompanie 16 pułku piechoty do prowadzenia walk w niekorzystnej sytuacji terenowej. Okopany w brudnym, topniejącym śniegu łańcuch piechurów 16 pp z trudem powstrzymywał uderzenie Niemców, rwał się, odpływał pod naporem do tyłu, na pozycje wyjściowe. Silne kontrataki przypuścili również Niemcy z rejonu Sośnicy na styku 6 Dywizji Piechoty z lewym sąsiadem – szwadronami 1 Samodzielnej Brygady Kawalerii.
W pewnym momencie boju brunatne figurki niemieckich grenadierów z charakterystycznym zarysem hełmów znalazły się w bezpośredniej strefie ognia baterii 3 dywizjonu. Nieprzyjaciel za wszelką cenę usiłował odzyskać utracony teren. Manewr ten zauważył w porę zastępca dowódcy 23 pal do spraw polityczno-wychowawczych, por. Władysław Hołowiński, który znajdował się cały czas przy bateriach na polu walki. Widząc niezdecydowanie jednego z działonów dopadł do działa... Kilka sprawnych ruchów i za chwilę wycelowana lufa błysnęła ogniem w stronę nacierającego nieprzyjaciela. Pociski wybuchając ciemnymi pióropuszami ziemi i dymu przyhamowały nieco Niemców. Co najważniejsze przykładem tym por. Hołowiński porwał inne działony zmuszając do wytrwania na stanowiskach i prowadzenia celnego ognia. Kanonierzy zaczęli pracować sprawnie i bez paniki. Śmiercionośne pociski robiły duże spustoszenie w szeregach atakujących hitlerowców, którzy widząc bezskuteczność dalszego natarcia zatrzymali się. Dzięki więc inicjatywie oficera politycznego, jego przytomności i odwadze, dość groźna sytuacja została zażegnana". 

## Odznaczenia
- Krzyż Srebrny Orderu Virtuti Militari (1946)[8] Według książki "Dywizjony w Marszu Bojowym (Z dziejów 23 Kołobrzeskiego Pułku Artylerii Lekkiej)"[9] kpt. Hołowiński Władysław, s. Marcina jest jedynym oficerem i żołnierzem w 23 Kołobrzeskim pułku artylerii lekkiej, który został odznaczonym Krzyżem Orderu Virtuti Militari podczas II wojny światowej.